# Protometer bokermanni
Protometer bokermanni là một loài ruồi trong họ Asilidae. Protometer bokermanni được Artigas & Papavero miêu tả năm 1997. Loài này phân bố ở vùng Tân nhiệt đới.